# Весёлое (Белопольский район)
Весёлое (укр. Веселе) — село,
Жовтневенский поселковый совет,
Белопольский район,
Сумская область,
Украина.
Код КОАТУУ — 5920655303. Население по переписи 2001 года составляло 366 человек .

## Географическое положение
Село Весёлое находится на расстоянии в 2 км от реки Вир.
Через село протекает пересыхающий ручей с запрудой.
Село состоит из 2-х частей, разнесённых на 1 км.
На расстоянии в 1 км расположен пгт Николаевка.
Рядом проходит автомобильная дорога Т-2504.